# Прковићи (Вишњан)
Прковићи (хрв. Prkovići) су насељено место у општини Вишњан, Истарска жупанија, Хрватска.

## Историја
До територијалне реорганизације у Хрватској били су у саставу старе општине Пореч. Као самостално насеље Прковићи постоје од пописа 2011. године.

## Становништво
У попису становништва из 2011. године, Прковићи нису имали становника.